# Narke japonica
Narke japonica är en rockeart som först beskrevs av Temminck och Hermann Schlegel 1850.  Narke japonica ingår i släktet Narke och familjen Narkidae. IUCN kategoriserar arten globalt som sårbar. Inga underarter finns listade i Catalogue of Life.